# Jan Jesenský
Jan Jesenský (6. března 1870 Praha – 19. května 1947 Praha) byl profesorem stomatologie a čelistním chirurgem na Karlově univerzitě.

## Život
Založil Pražskou stomatologickou kliniku, kterou vedl do německé okupace v roce 1939, byl členem České akademie věd, lékařských společností a International Association for Dental Research (IADR), jejímž byl také čestným viceprezidentem (1933–1935) a jejíž Pražskou sekci v roce 1932 spoluzaložil.
S manželkou Milenou, rozenou Hejzlarovou (1874–1913) měli jedinou dceru Milenu Jesenskou. Bydleli na Starém Městě v Ovocné ulici čp.377.